# Most of My Heroes Still Don't Appear on No Stamp
Most of My Heroes Still Don't Appear on No Stamp – jedenasty studyjny album amerykańskiej grupy muzycznej Public Enemy. Premiera płyty odbyła się 13 lipca 2012 roku w serwisie iTunes Store. W listopadzie tego roku wydano wersję na płytę kompaktową. Projekt zawiera 11 utworów, które wyprodukowali różni producenci. Wśród gości pojawili się Brother Ali, DJ Z-Trip, Freddie Foxxx, Large Professor, Cormega i Darryl McDaniels znany także jako DMC.

## Lista utworów
1. "Run Till It's Dark"
2. "Get Up Stand Up" (featuring Brother Ali)
3. "Most of My Heroes Still..." (featuring Z-Trip)
4. "I Shall Not Be Moved"
5. "Get It In" (featuring Freddie Foxxx)
6. "Hoovermusic"
7. "Catch the Thrown" (featuring Large Professor & Cormega)
8. "RLTK" (featuring DMC)
9. "Truth Decay"
10. "Fassfood"
11. "WTF?"